# デビッド・ロンギ
デビッド・ラッセル・ロンギ（David Russell Lange、ONZ、CH、1942年8月4日 - 2005年8月13日）は、ニュージーランドの政治家。第32代ニュージーランド首相（1984年 - 1989年）。

## 来歴

### 政治家になるまで
オークランド・オタフフ出身。オークランド大学法学部卒業。大学卒業後は、ニュージーランド最高裁判所で法廷弁護士を務める。2年間の世界旅行を経て、オークランド大学大学院へ進学し法学修士号（刑法専攻）を取得。

### 政治活動
1977年の議会総選挙にニュージーランド労働党から出馬しマンゲレ地区で初当選を果たす。1982年にはニュージーランド労働党党首に就任する。1984年の総選挙でニュージーランド国民党党首ロバート・マルドゥーン（当時）に勝利し、20世紀のニュージーランドの政治家として最年少の41歳で首相に就任する。

### 首相就任
1984年当時のニュージーランド経済は伝統的な農業政策の失敗、農産品市場の縮小、政府収入の減少、多額の財政赤字、多額の対外債務、高失業率、高インフレーション、保護貿易体制、高騰する社会保障費用など早急な経済改革を必要としていた。1970年代のオイルショックを受け、農産品輸出は激減、対外債務は極度に増加している状況にあった。
ロンギは経済政策を指揮する財務大臣にロジャー・ダグラスを任命し「国民の支持を得られなくとも改革を断行すると」宣言し、政権主導の改革を推し進めた。ロンギの強力なリーダーシップの下、民間部門の規制撤廃、農業部門における補助金・優遇制度の撤廃、税制改革、競争原理の導入、公共部門の改革、行政部門の役割の見直しなどを行った。その結果、ニュージーランド経済は安定をもたらし、サービスも向上した。ロジャーノミクスと呼ばれる経済・財政・行政改革は、イギリスのサッチャリズム、米国のレーガノミクスと並ぶ20世紀の代表的な経済政策を意味する。経済活動の安定は財政赤字の改善をもたらし、急激な改革に反対する勢力が拡大するも、都市部を中心に支持票を取りまとめ1987年の総選挙でロンギ政権は再選を果たす。

### 政権崩壊
1987年の総選挙で勝利した労働党はロジャーノミクスを継続し、1988年に国有企業の売却案および税制改革案を打ち出す。しかしこの改革案を巡り党内反対派との対立が激化する。同年12月、ダグラス大臣は更迭され、ロジャーノミクスは終わりを遂げる。一旦は混乱収拾を図ったロンギも、党内反対派勢力の拡大に伴い、1989年8月に首相を辞任した。後任の首相にはジェフリ・パルマーが就任した。
首相在任時より外務大臣（1984年 - 1987年）、教育大臣（1987年 - 1989年）を兼務している。
首相退任後は、検事総長を経て、1996年に健康上の理由から政界を引退した。政治家としての評価については後世の歴史家の判断に委ねると言い残し、議会を去る。2005年8月13日、腎不全のためオークランドのミドルモア病院にて死去した。

## 私生活
1989年に離婚。21年間連れ添った前妻との間に3子がいる。その後、スピーチライターを務めていた女性と再婚し、1996年には第4子となる女児が誕生している。